# Fronmühle (Herrischried)
Die Fronmühle war eine Wassermühle bei Herrischried im Landkreis Waldshut, die in Fron betrieben wurde. Sie diente neuzeitlich auch als Lohmühle und Sägemühle.

## Lage
Die Fronmühle liegt südlich außerhalb von Herrischried. Das Wasserrad wurde durch einen künstlich angelegten Graben mit Wasser versorgt, der heute Sägebach genannt wird und zur Murg fließt.

## Geschichte
Die Fronmühle wurde 1341 (in Berainen auch früher) erwähnt. Sie war eine Bannmühle des Stift Säckingen. Zur Mühle gehörte einst ein Dinghof, der Kellerhof (Ursprungsbau abgebrannt 1965) und ein Leibgedingehaus. 1963 erwarben die Eheleute Marie-Luise und Günter Adolf die Mühle und versuchten sie betriebsfähig zu erhalten. Heute ist sie in Privatbesitz.